# Schümm
Schümm ist ein Ortsteil der Gemeinde Gangelt im Kreis Heinsberg in Nordrhein-Westfalen.

## Geographie

### Lage
Schümm liegt circa drei Kilometer nördlich von Gangelt an der Kreisstraße 17. In der Nähe des Ortes, am Saeffelbach, befindet sich das Naturschutzgebiet Höngener- und Saeffeler Bruch.

### Gewässer
Bei Starkregen und bei Schneeschmelze fließt das Oberflächenwasser aus den Bereich Schümm in den Saeffelbach (GEWKZ 2818222) und dann weiter über den Rodebach in die Maas. Der Saeffelbach hat eine Länge von 12,747 km bei einem Gesamteinzugsgebiet von 47,479 km².

### Nachbarorte
| Broichhoven    | Brüxgen                                     | Harzelt    |
| Kleinwehrhagen | Kompassrose, die auf Nachbargemeinden zeigt | Langbroich |
| Kievelberg     | Gangelt                                     | Kreuzrath  |

### Siedlungsform
Schümm ist ein locker bebauter Weiler.

## Geschichte

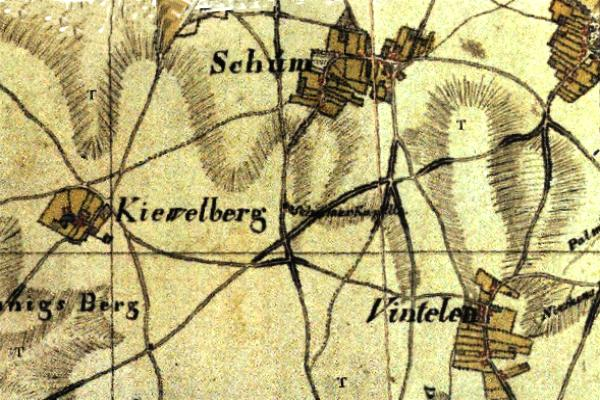
Schümm auf der Tranchotkarte 1803–1820

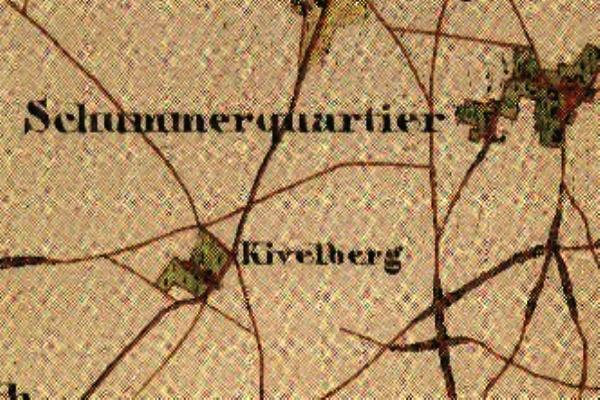
Schümm auf der Urkatasterkarte von 1846

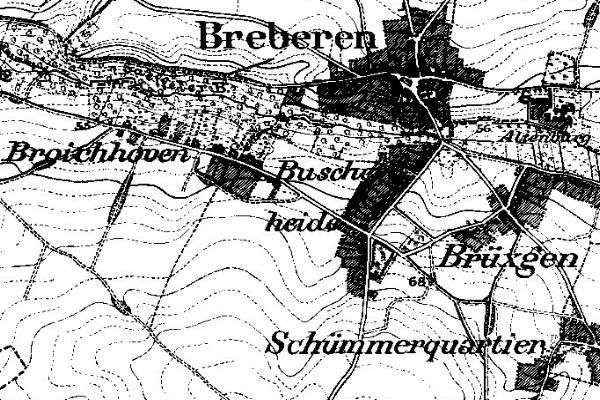
Schümm auf der Neuaufnahme von 1912

### Ortsname
- 1343 Scume
- 1351 Scemme
- 1447 Schume
- 1595 Schum
- 1666 Schummerquartier
- 1820 Schüm
- 1846 Schummerquartier
- 1912 Schümmerquartier
- 1946 Schümm

### Ortsgeschichte
Schümm gehörte früher zum Jülicher Amt Millen. 1343 lag in Schümm ein zinspflichtiges Gut der Herrschaft Heinsberg. Ein Lehen im 16. Jahrhundert unterstand der Mannkammer Millen. Der Ort gehörte bis ins 19. Jahrhundert hinein zur katholischen Pfarre Gangelt (die Pfarrgrenze bildete der Saeffelbach) und zum Gericht Gangelt. Die Bezeichnung Schümmerquartier geht ins 17. Jahrhundert zurück, ohne dass sich angeben lässt, was ursprünglich zu diesem Quartier (Viertel) gehörte.
Bis 1946 trug diesen Ortsnamen auch die „Gemeinde Schümmerquartier“ mit den Ortschaften Schümm, Kievelberg, Hastenrath, Vintelen, Broichhoven und Brüxgen, zuletzt als „Amt Schümmerquartier/Amt Schümm“ in Personalunion mit dem „Amt Gangelt“.
Schümm hatte 1828 insgesamt 91 Einwohner, 1852 waren es 105, zum 31. Dezember 2015 wurden 89 gezählt. Am 1. Januar 1963 fusionierte die Gemeinde Schümm mit Breberen zur neuen Gemeinde Breberen-Schümm. Mit dem Gesetz zur Neugliederung von Gemeinden des Selfkantkreises Geilenkirchen-Heinsberg vom 24. Juni 1969 wurde die Gemeinde Breberen-Schümm am 1. Juli 1969 in die Gemeinde Gangelt eingegliedert.

### Religions- und Kirchengeschichte
Die katholische Pfarre St. Maternus Breberen umfasst die Orte Breberen, Broichhoven, Buscherheide, Nachbarheid und seit dem 19. Jahrhundert auch Brüxgen und Schümm, die bis dahin zur Pfarre Gangelt gehörten. Die Bevölkerung im Pfarrgebiet besteht zum größten Teil aus Katholiken.
Die Pfarre wird urkundlich 1079 erwähnt. Die Herren von Millen waren die Grundherren. 1282 wurde die Grundherrschaft an die Herren von Heinsberg verkauft. Damit war auch das Patronat der Kirche verbunden. 1492 wurde die Kirche dem Heinsberger Gangolfusstift, das auch den Zehnt besaß, inkorporiert. Im 16. Jahrhundert war Breberen einer der regionalen Hauptorte der Aktivitäten der Täufer. Nach der Zugehörigkeit zum Bistum Lüttich, dem Erzbistum Köln und heute dem Bistum Aachen gehört die Pfarre Breberen seit 1925 zum Dekanat Gangelt. Die heutige Kirche wurde um 1830 erbaut und am 18. Oktober 1944 gesprengt. 1954 wurde die Kirche mit einer neuen Fassade und einem Westturm neu aufgebaut.
Im Zuge der Pfarrgemeindereformen im Bistum Aachen wurde die ehemals eigenständige katholische Pfarrgemeinde St. Maternus Breberen in die Weggemeinschaft der katholischen Pfarrgemeinden Gangelt eingegliedert.

### Schulwesen
- Volksschule Brüxgen, 1925: 2 Klassen, 2 Stufen, 1 Lehrer, 1 Lehrerin, 84 Kinder
- Volksschule Breberen-Schümm 1965: 5 Klassen, 5 Lehrerstellen, 178 Kinder

## Politik
Gemäß § 3 (1) c) der Hauptsatzung der Gemeinde Gangelt bilden die Orte Breberen, Broichhoven, Brüxgen, Buscherheide, Nachbarheid und Schümm einen Gemeindebezirk. Der wird durch einen Ortsvorsteher im Gemeinderat der Gemeinde Gangelt vertreten. Ortsvorsteher des Gemeindebezirks ist Günther Dammers. Stand 2014

## Infrastruktur und Verkehr
Am 31. Dezember 2015 lebten in Schümm 89 Personen. Es existieren mehrere landwirtschaftliche Betriebe mit Tierhaltung. Ein landwirtschaftlicher Betrieb produziert Biogas zur Energiegewinnung. Der Ort hat Anschluss an das Radverkehrsnetz NRW.
Die AVV-Linien 423, 434 und 474 der WestVerkehr verbinden Schümm an Schultagen mit Breberen, Gangelt, Geilenkirchen und Heinsberg.
Zudem verkehrt der Multi-Bus seit dem 9. Juni 2024 kreisweit erweitert und zu einheitlichen Bedienzeiten. Mehr Informationen gibt es bei West-Verkehr.
| Linie | Verlauf |
| ----- | --- |
| 423   | (Stahe – Niederbusch) / (Kreuzrath – Birgden – Schierwaldenrath – Langbroich) – Birgden Schule oder Breberen Grundschule – (Schümm ←) Kievelberg – Hastenrath – Gangelt – Mindergangelt – Gangelt Bf – Vinteln – Langbroich                                                            |
| 434   | Geilenkirchen Bf – Bauchem – Niederheid – Hatterath – Gillrath – Birgden – Schierwaldenrath Bf – Langbroich – Schümm – Brüxgen – Breberen – Saeffelen – Heilder – Höngen |
| 474   | Heinsberg Busbf – (Aphoven – Laffeld –) Selsten – (Braunsrath – Löcken – Schöndorf – Obspringen – Brüggelchen) / Hontem – Waldfeucht – Bocket – Saeffelen / Abzw. Nachbarheid ← Breberen – (Harzelt ← Langbroich ←) (Kievelberg – Hastenrath) / (Brüxgen – Schümm) / Vinteln – Gangelt |

## Sehenswürdigkeiten

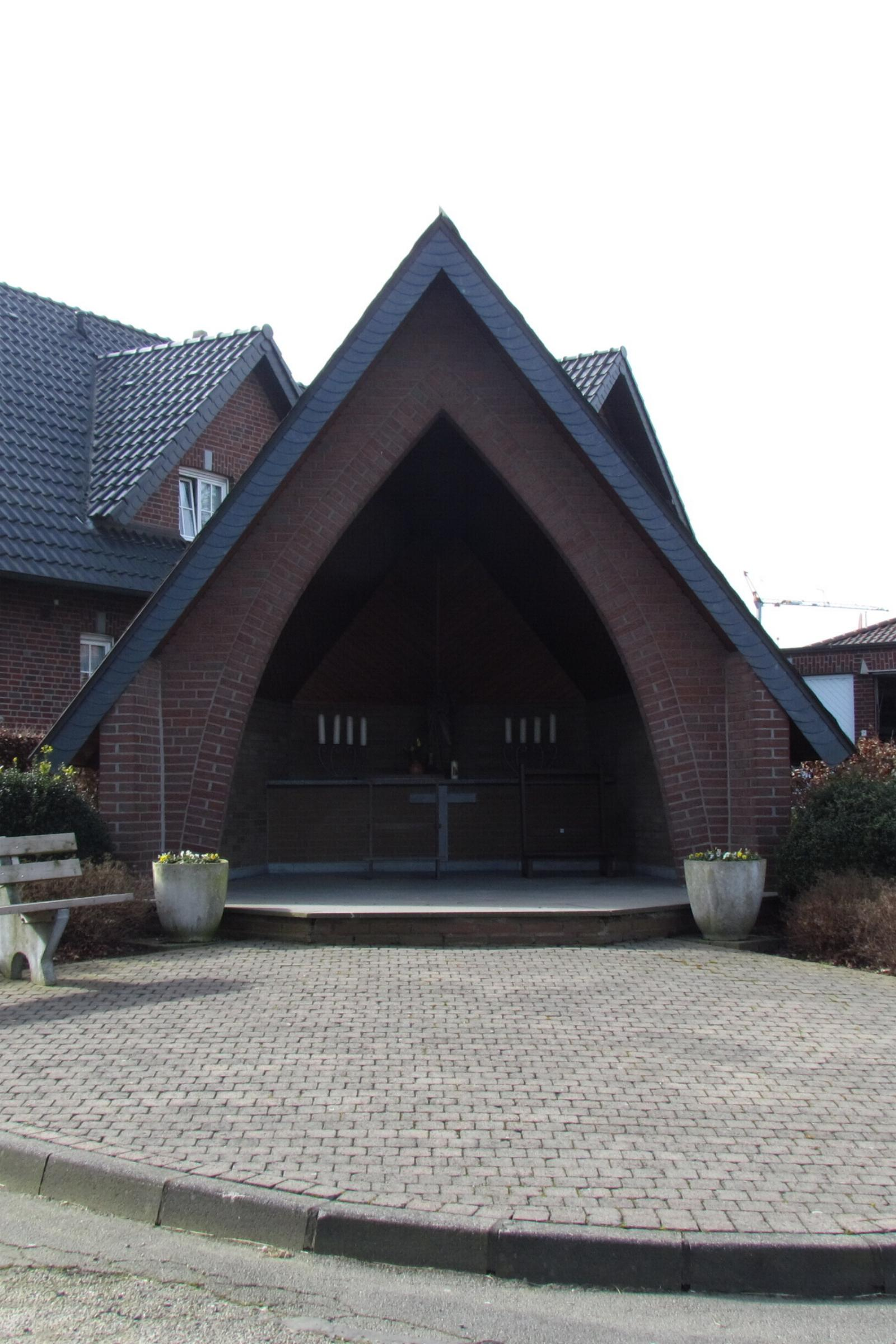
Kapelle in Schümm

- Katholische Pfarrkirche St. Maternus in Breberen als Denkmal Nr. 29
- Kirchenfenster des Künstlers Johannes Beeck in der katholischen Pfarrkirche in Breberen[9]
- Windmühle in Breberen als Denkmal Nr. 30
- Haus Altenburg in Breberen als Denkmal Nr. 31
- Wasserpumpe in Breberen an der Römerstraße als Denkmal Nr. 33
- Kapelle in Schümm. Eine Vorgängerin stand bis zur Straßenerneuerung 1964 mit Öffnung Richtung Westen/parallel zur Straße etwa gegenüber Haus Nr. 40.
- Feldkapelle zwischen Schümm und Vintelen/Gangelt

## Vereine
- Freiwillige Feuerwehr Gangelt, Löscheinheit Breberen, zuständig auch für Schümm
- Vereinte Schützen e. V. Breberen-Brüxgen e. V.
- Trommler- und Pfeifercorps Breberen e. V.
- Instrumentalverein St. Josef Breberen-Schümm e. V.
- Sportverein 1920 SV Breberen e. V.
- Reit- und Fahrverein Breberen e. V.
- Breberener Karnevalsverein 84 e. V.
- Frauengemeinschaft Breberen e. V.
- Kirchenchor St. Cäcilia Breberen e. V.
- Jugendgruppe Breberen
- Sozialverband VdK Deutschland – Ortsverband Breberen

## Regelmäßige Veranstaltungen
- Vogelschuss der Vereinte Schützen e. V.
- Patronatsfest und Kirmes in Breberen
- St. Martin-Umzug in Breberen
- Schümmer Dorffest

## Straßennamen
In Schümm gibt es keine Straßenbezeichnungen, sondern nur Hausnummern, nach denen sich Einwohner, Postboten, Lieferanten und Besucher orientieren müssen.